# Sibiriaspis
Sibiriaspis – rodzaj stawonogów z wymarłej gromady trylobitów, z rzędu Redlichina.
Żył w okresie wczesnego kambru (ok. 530-524 mln lat temu).